# لا أحد يعرف ما أريده (رواية)
لا أحد يعرف ما أريده هي رواية باللغة العربية من تأليف أحمد القاري، صدرت عام 1998 عن دار الفكر دمشق.
عرضت هذه الرواية قصة شاب يافع يعيش تناقضات مؤلمة بين الالتزام الخلقي الذي يجده في ضميره، والانحراف المادي الذي يغريه في مجتمعه. نالت هذه الرواية الجائزة الأولى دار الفكر عام 1998م

## الجوائز
نالت هذه الرواية الجائزة الأولى في المسابقة السنوية التي تقيمها دار الفكر لعام 1997م، وأثنت اللجنة على الأسلوب الفني الذي انتهجه الكاتب في بناء القصة، مشيرا إلى أن فيه محاولة للتجديد.

## روابط خارجية
- صفحة الرواية_على موقع كودريدرز goodreads